# Storehø
Die Storehø (norwegisch für Große Anhöhe) ist ein 2125 m hoher Berg im ostantarktischen Königin-Maud-Land. Er ragt südlich des Nipebreen zwischen den Austkampane und der Menipa in der Sør Rondane auf.
Wissenschaftler des Norwegischen Polarinstituts benannten ihn 1973.